# Serce Mroku
Serce Mroku – opowiadanie science fiction autorstwa Jacka Dukaja z 1998 roku, nominowane do nagrody im. Janusza Zajdla.

## Historia edycji
Opowidanie było opublikowane po raz pierwszy w czasopiśmie „Nowa Fantastyka” w 1998 roku, następnie ukazało się w zbiorze Król Bólu w 2010. 

### Przekłady
W 2005 roku tekst ukazał się pt. Srdce Temna w Czechach, w antologii Polská ruleta 2. Autorem przekładu na język czeski był Pavel Weigel.
W 2011 roku rosyjskie tłumaczenie Siergieja Legiezy, jako Сердце Мрака, ukazało się w antologii Формула крови; w innym tłumaczeniu było wznowione w 2024 roku.

## Odbiór
Utwór, w kategoriach dla opowiadań, został uhonorowany w 1998 r. nagrodami SFinksa i Srebrnego Globu oraz nominowany do nagrody im. Janusza Zajdla. 

## Opis fabuły
Opowiadanie, nawiązujące do noweli Josepha Conrada Jądro ciemności, rozgrywa się na mrocznej, nieprzyjaznej planecie, w świecie, w którym II wojna światowa nie została rozstrzygnięta. Bohater, młody oficer AstroKorps, gwiezdnej armii III Rzeszy, przybywa na Mrok, by rozwiązać zagadkę Diabła – hrabiego Leszczyńskiego, dawnego u-menscha, człowieka, który żyje w dżungli Piekła, strategicznego obszaru, gdzie nikt nie ma prawa przeżyć. Co więcej, wydaje się, że panuje nad tubylcami, a władców świata terroryzuje szalonymi przemówieniami transmitowanymi przez radio.